# Діапага
Діапага (фр. Diapaga) - місто і міська комуна в Буркіна-Фасо, у Східної області. Адміністративний центр провінції Тапоа.
Розташоване у східній частині країни, на південь від річки Тапоа, на висоті 270 м над рівнем моря . Через місто проходить національне шосе № 19, що з'єднує Діапагу з містом Канчарі (на північному заході) і національним парком Арлі (на південному сході).
Населення міської комуни (департаменту) Діапагі за даними перепису 2006 року становить 32 260 чоловік. Населення власне міста Діапага налічує за оцінними даними на 2012 рік 14 156 чоловік; за даними перепису 2006 воно становило 9563 человіка. Крім власне міста Діапага міська комуна включає ще 19 сіл. Основна етнічна група - ґурма.

## Міста-побратими
- Ла-Гасії, Франція [4]